# O Último Reino
O Último Reino (no original, The Last Kingdom) é o primeiro livro da série Crônicas Saxônicas (The Saxon Stories), do autor inglês Bernard Cornwell. Lançado em 2004 na Inglaterra e em 2006 no Brasil, é seguido pelo livro O Cavaleiro da Morte.

## Enredo
O livro conta a história da invasão dinamarquesa à Ilha Britânica — hoje formada por Inglaterra, Escócia e País de Gales — sob a visão de Uhtred Uhtredson (ou Uhtred Ragnarson), filho de Uhtred, ealdorman (senhor) de Bebbanburg. Bebbanburg (atual Bamburgh) é uma fortaleza que fica ao norte da ilha, no Reino da Nortúmbria (na atual região de Nortúmbria). Essa fortaleza era conhecida como inexpugnável, já que nunca houve um exército capaz de tomá-la. Uhtred, o filho, junto com seu pai avista os dinamarqueses chegando à ilha e montando seus acampamentos. Na mesma noite, numa patrulha ordenada pelo seu pai, seu irmão mais velho é morto pelos invasores e isso é o estopim para o início de um série de batalhas narradas no livro. O pai de Uhtred acaba morrendo em uma dessas batalhas e ele próprio sendo capturado por Ragnar, matador de seu irmão, um jarl (conde) dinamarquês poderoso, que passa a criar Uhtred junto de seus filhos. 
Uhtred então cresce como um dinamarquês, aprende sua língua e sua cultura, e se sente mais próximo dela do que de sua cultura natal, em Bebbanburg. Sobretudo, identifica-se com o paganismo dinamarquês, que lembra a antiga religião dos saxões, em contraste com o cristianismo que passará a dominar a sociedade saxônica e que sempre fora desprezado por Uhtred. 
Nesse meio tempo em que Uhtred fica sob o poder dos dinamarqueses, Bebbanburg cai sob o jugo de seu tio, Aelfric, que chega a tramar sua morte para consolidar o domínio sobre aquelas terras. Mesmo apreciando a cultura e os costumes dinamarqueses, Uhtred nunca esquece de sua bela fortaleza e da traição de seu tio, desejando voltar para reconquistá-la.
Ao longo da juventude, o personagem vê-se dividido entre o amor pelos dinamarqueses, que rapidamente trucidam os reinos saxões, e o senso de dever para com seu próprio povo, cuja sobrevivência é posta à prova. Essa lealdade dividida torna-se ainda mais acentuada quando Uhtred envolve-se com Alfredo, rei de Wessex, a quem odeia mas a quem deve tudo o que tem na vida.

## Personagens
- Uhtred Uhtredson: narrador da crônica, é herdeiro de Bebbanburg e filho de criação de Ragnar, passando a chamar-se Uhtred Ragnarson e a lutar ao lado dos invasores dinamarqueses. Posteriormente, envolve-se em laços de vassalagem para com Alfredo de Wessex e volta a lutar pelos saxões.
- Ragnar: importante jarl dinamarquês, derrota o pai de Uhtred em batalha e o toma como filho adotivo. Ensina a Uhtred os costumes e o modo de vida dinamarquês, os quais ele passa a admirar.
- Ragnar Ragnarson: filho mais velho de Ragnar, torna-se grande amigo de Uhtred — amizade que permanece mesmo quando ambos encontram-se em lados opostos.
- Alfredo de Wessex: Alfredo o Grande, rei de Wessex à época da narrativa, único reino saxão a resistir à invasão dinamarquesa. Desenvolve uma relação de lealdade e ódio com Uhtred, principalmente pelas divergências religiosas entre ambos.
- Ivar Lothbrok: líder da invasão dinamarquesa e senhor e amigo de Ragnar.
- Ubba Lothbrok: irmão de Ivar e amigo de Ragnar, feroz guerreiro dinamarquês que lidera um dos ataques a Wessex.
- Gutrum: grande chefe dinamarquês, rivaliza com os irmãos Lothbrok pela liderança na invasão de Wessex.
- Kjartan: lugar-tenente de Ragnar na Nortúmbria que revela-se desleal.
- Sven: filho de Kjartan, torna-se inimigo de Uhtred ainda na infância, o que provocará o rompimento entre Kjartan e Ragnar.
- Beocca: padre em Bebbanburg, torna-se servidor de Alfredo após a morte do pai de Uhtred. Mantém-se um amigo fiel a Uhtred, apesar de não perdoá-lo por sua fé pagã.

## Base histórica
Bernard Cornwell, conhecido estudioso da História Inglesa, ambienta essa narrativa na segunda metade do século IX, época das invasões dinamarquesas aos reinos saxões que viriam a formar a Inglaterra. Utilizando-se, em primeiro plano, de personagens fictícios (Uhtred, Ragnar), apresenta, em um segundo plano, o avanço dinamarquês sobre os saxões e a resistência de Wessex sob o comando de Alfredo.
Este primeiro volume da série apresenta a queda dos três primeiros reinos saxões (Nortúmbria, Ânglia Oriental e Mércia) e as primeiras tentativas frustradas de invasão de Wessex — como a Batalha de Reading e a invasão a Exeter.
Alfredo e sua família são personagens históricos, assim como os demais reis saxões que caem perante os dinamarqueses. Gutrum também é um personagem real, que depois de convertido ao Cristianismo se tornará o rei Aethelstan de Ânglia. Os irmãos Lothbrok seriam filhos do semi-lendário rei viquingue Ragnar Lodbrok, que não aparece na crônica. Segundo os registros históricos ingleses, Ivar e Ubba teriam sido, de fato, os líderes da invasão dinamarquesa.
A execução do rei Edmundo de Ânglia Oriental (Santo Edmundo), provavelmente a mando de Ivar, também é relatada na história da vida do santo.